# Heidenmauer (Wiesbaden)

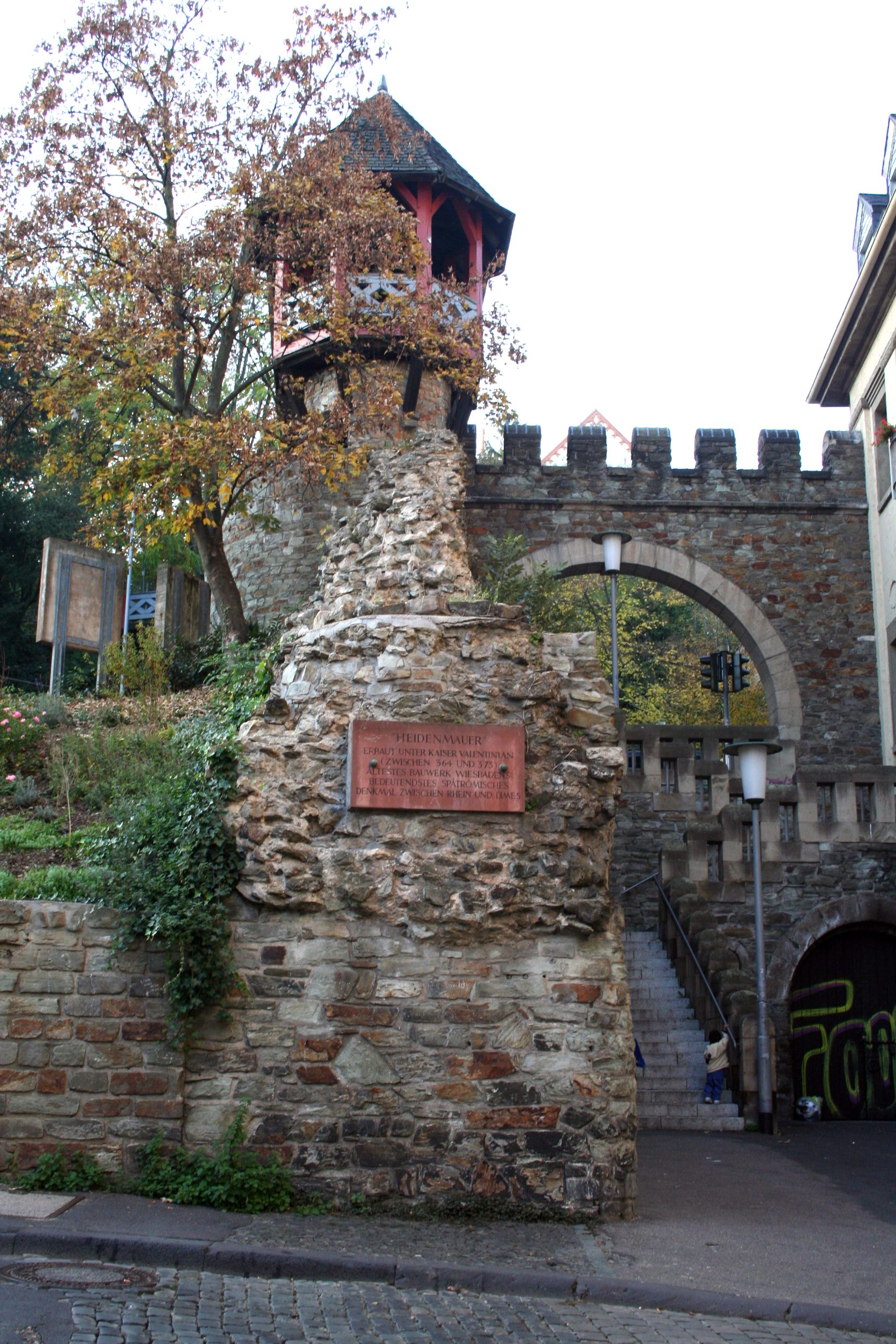
Die Abbruchkante der Heidenmauer mit dem Verbindungsbogen zum Kaiser-Friedrich-Bad. Der Holzaufsatz stammt von 1903.

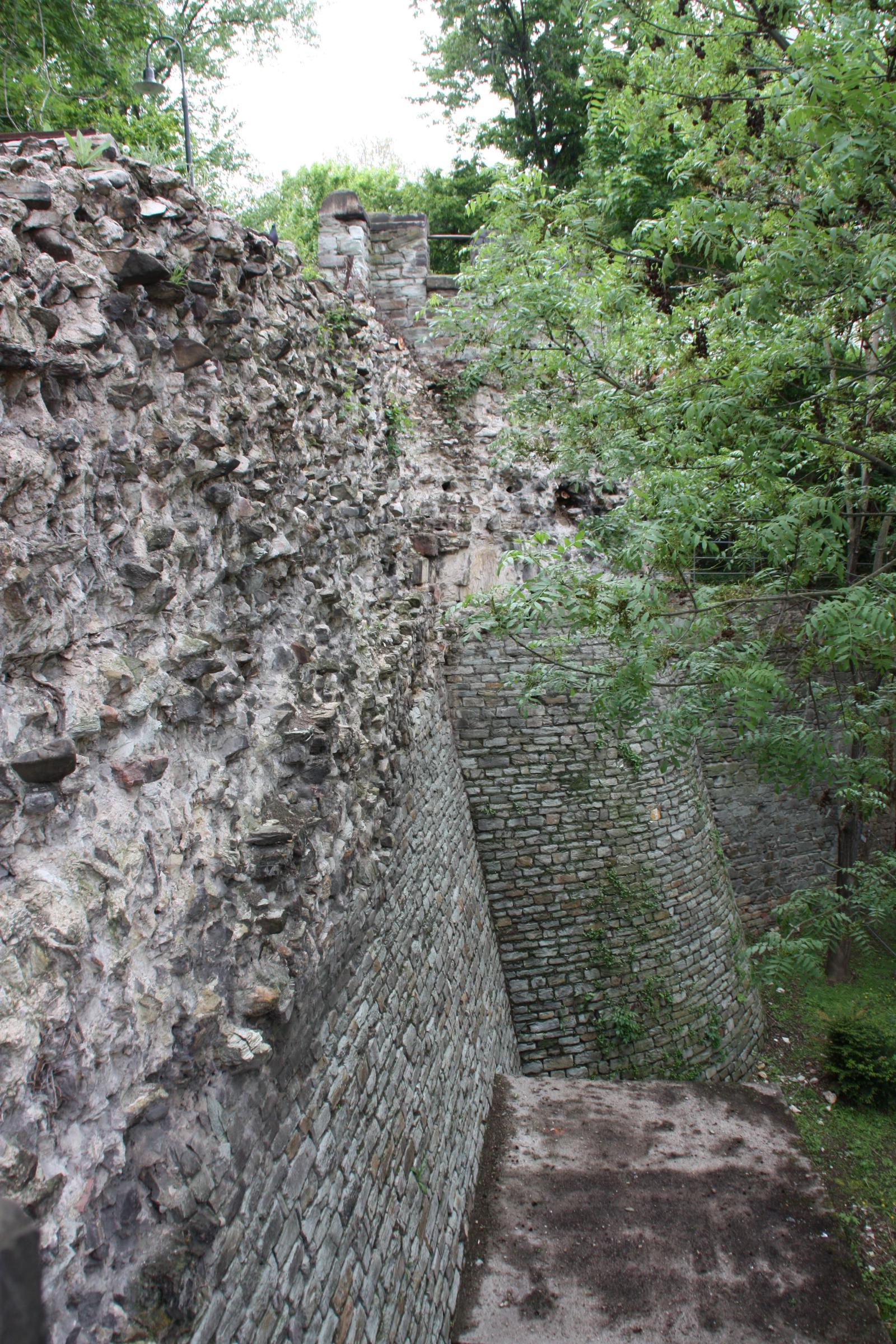
Abschnitt der Heidenmauer am Schulberg oberhalb des Römertores

Die Heidenmauer ist das bekannteste römische Denkmal in der hessischen Landeshauptstadt Wiesbaden, dem römischen Aquae Mattiacorum. Sie wurde nach bisheriger Ansicht um 370 n. Chr. unter Kaiser Valentinian I. errichtet und ist damit das älteste erhaltene Bauwerk der Stadt. Der Zweck dieser Wehrmauer lässt sich bis heute nicht eindeutig bestimmen, wie auch die Datierung nicht genauer als allgemein in die Spätphase des römischen Wiesbaden eingegrenzt werden kann.
In der wilhelminischen Zeit wurde die Heidenmauer zum Bau der Coulinstraße durchbrochen und im Stil der Zeit mit dem sogenannten Römertor ergänzt. Während von der Mauer nur wenige Abschnitte oberirdisch sichtbar sind, ist das später eingefügte Tor als sichtbares Monument in die städtebaulichen Strukturen des 19. Jahrhunderts im Quellenviertel eingebunden. Es ist ein Kulturdenkmal aus künstlerischen, städtebaulichen und ortsgeschichtlichen, die Heidenmauer aus stadtgeschichtlichen Gründen.

## Lage

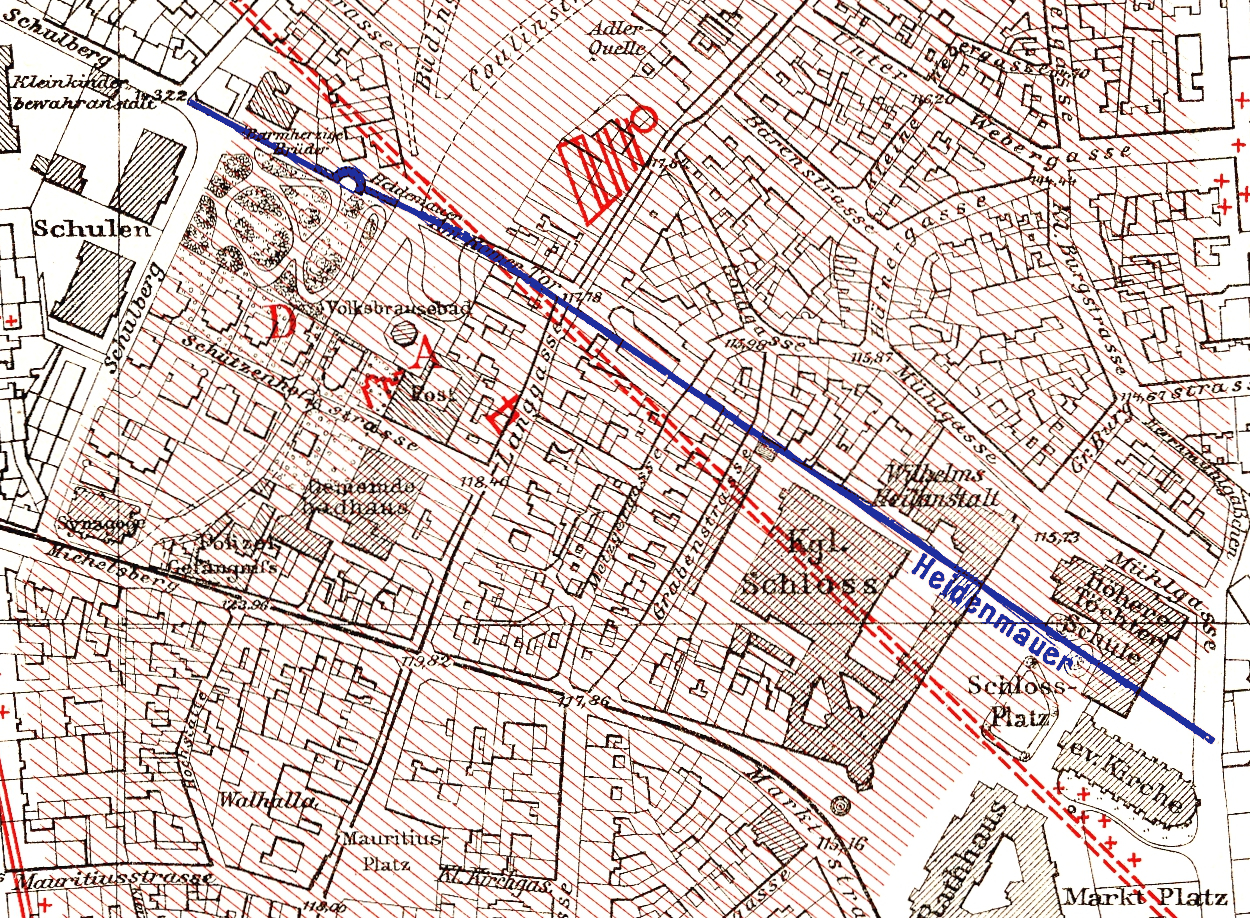
Kartierung nach Emil Ritterling: ORL B 2,3b (1909), blau hervorgehoben der Verlauf der Heidenmauer

Die Heidenmauer im Zentrum Wiesbadens beginnt auf dem Schulberg, von wo sie in östlicher Richtung talwärts verläuft und in der Straße Am Römertor endet. Ihr ehemaliger Verlauf knickte in Höhe der Langgasse leicht ab und endete nahe der Marktkirche, im Mittelalter mit einem Turm, dem Stümperturm oder Stümpert. Insgesamt ist die Mauer heute noch auf einer Strecke von 520 m nachweisbar, wovon 80 m sichtbar erhalten sind.

## Heidenmauer

### Befund
Die Mauer bestand aus einem Gussmauerwerk, für das kein einheitliches Steinmaterial verwendet wurde. Die äußere Mauerschale bildeten 30 cm lange und 20 cm hohe Handquader aus Mainzer Muschelkalk oder Kalkstein. Sie ist an der Basis 2,30 m stark, bis zu 10,00 m hoch, und ca. 80 m lang. Das 3–3,10 m breite Fundament ist nur schwach in den Boden eingetieft und ruht auf Holzpfählen von durchschnittlich 15 cm Durchmesser und 80 cm Länge.
Einen Hinweis auf den Wehrgang gibt ein bei der neuzeitlichen Aufmauerung verbauter Zinnendeckstein. Aus seinen Maßen meinte Emil Ritterling eine Breite des Wehrgangs zwischen 1,52 und 1,57 m errechnen zu können. Zahlreiche in der Mauer verbaute Spolien mittelkaiserzeitlicher Steindenkmäler weisen darauf hin, dass die Mauer offenbar in einer Notsituation nach Zerstörung des zivilen vicus unter militärischer Regie errichtet wurde. Bemerkenswert sind zwei gleichlautende und Cautes bzw. Cautopates abbildende Altäre, die in der Antike offensichtlich ein Ensemble bildeten und von denen einer im Zerstörungsschutt des nahe gelegenen Mithräums, der andere in der Heidenmauer gefunden wurde.
Drei Türme sind in ihrem Verlauf nachweisbar: der quadratische Stümpert, der halbkreisförmige Heidenturm (springt nur auf der Nordseite über die Mauer hinaus) und der Tessenturm, der anscheinend nicht direkt in die Mauer eingebunden war. Erhalten ist von diesen lediglich der Heidenturm auf dem Schulberg oberhalb des Römertores. 1731 sollen noch vier Türme sichtbar gewesen sein. Am südlichen Ende der Hirschgrabenstraße wurde ein 1,35 m tiefer und 1,5 m breiter Spitzgraben dokumentiert, der bei geradlinigem Verlauf parallel zur Heidenmauer verlaufen würde.
Beiderseits der Mauer wurden spätantike Bestattungen mit typisch germanischen Grabbeigaben (Wiesbadener Fibeln) entdeckt. Die Grabausstattung der Männer mit Schwertern, Lanzen und Äxten weist darauf hin, dass es sich um Söldner in römischen Diensten handelte. Man hielt die Gräber des frühen 5. Jahrhunderts ursprünglich für burgundisch, in der modernen Forschung wird die Zuweisung an eine ethnisch fassbare Gruppe vorsichtiger gesehen.

### Datierung
Ansätze zur Datierung liegen nur wenige vor. Es fanden sich Ziegel und Spolien mittelkaiserzeitlicher Steindenkmäler in der Mauer, in einem Abschnitt am Kavaliershaus wurde Ziegeldurchschuss gefunden. Die Mauer enthielt neben diesem für das 4. Jahrhundert typischen Merkmal auch Ziegelstempel der spätantiken Militäreinheiten der Martenses, Vindices, Portisenses und Secundani. Weitere Ansätze zur Datierung liefert ein Ziegelstempel der Legio XXII Primigenia aus dem Gusskern der Mauer. Im Bereich des Schlossplatzes wurde aus dem Fundament ein Weihestein an die Göttin Diana Mattiaca als verbaute Spolie gefunden, der sich aber nur allgemein in das frühe 2. Jahrhundert datieren lässt.
Eine an der Universität Kiel C14-datierte Mörtelprobe, die 0,6 m unter der Mauerkrone entnommen wurde, weist in die Zeit zwischen 214 und 344 n. Chr., doch könnte es sich an dieser Stelle auch um eine Reparatur oder Erweiterung handeln, weshalb zu einem sicheren Datierungsansatz weitere Proben notwendig sind. Die Datierungsansätze aus den Funden sind insgesamt sehr uneinheitlich, weshalb gegenüber der bisherigen Einordnung in valentinianische Zeit eine Errichtung im frühen 3. Jahrhundert, als das rechtsrheinische Gebiet von ersten Germaneneinfällen betroffen war und viele römische Siedlungen im Limeshinterland wie Frankfurt-Heddernheim, Dieburg oder Ladenburg Stadtmauern erhielten, nicht auszuschließen ist. Typisch für diese Stadtmauern ist aber eine Wallanschüttung an der Innenseite, die an der Heidenmauer fehlt.
Im Mittelalter wurde die Heidenmauer in die Wiesbadener Stadtbefestigung einbezogen und ist heute das einzig verbliebene Teilstück davon. Gesicherte Nachweise, ob an der Heidenmauer in diesem Zusammenhang bauliche Änderungen vorgenommen wurden, bestehen bisher nicht.

### Deutung
Die Tatsache, dass die Mauer an beiden Seiten abbricht, hat zu verschiedenen Deutungen geführt, von denen keine endgültige Sicherheit besitzt:
- Die Mauer könnte noch während des Baus aufgegeben und niemals fertiggestellt worden sein.[14]
- Die Abschnitte, die nicht von der Mauer geschützt wurden, waren durch Feuchtigkeit oder Hanglage für einen Angriff weniger geeignet und könnten durch einen Graben oder Palisaden geschützt worden sein.[15]
- Weitere Befestigungen könnten durch Bodenerosion aufgrund der Hanglage nicht mehr nachweisbar sein.[16]

### Erhaltungszustand
Wegen Schäden am Bauwerk wurden ab 2012 unter Leitung des Hochbauamts Wiesbaden Gefügesicherungen und Reinigungsarbeiten durchgeführt.

## Forschungsgeschichte

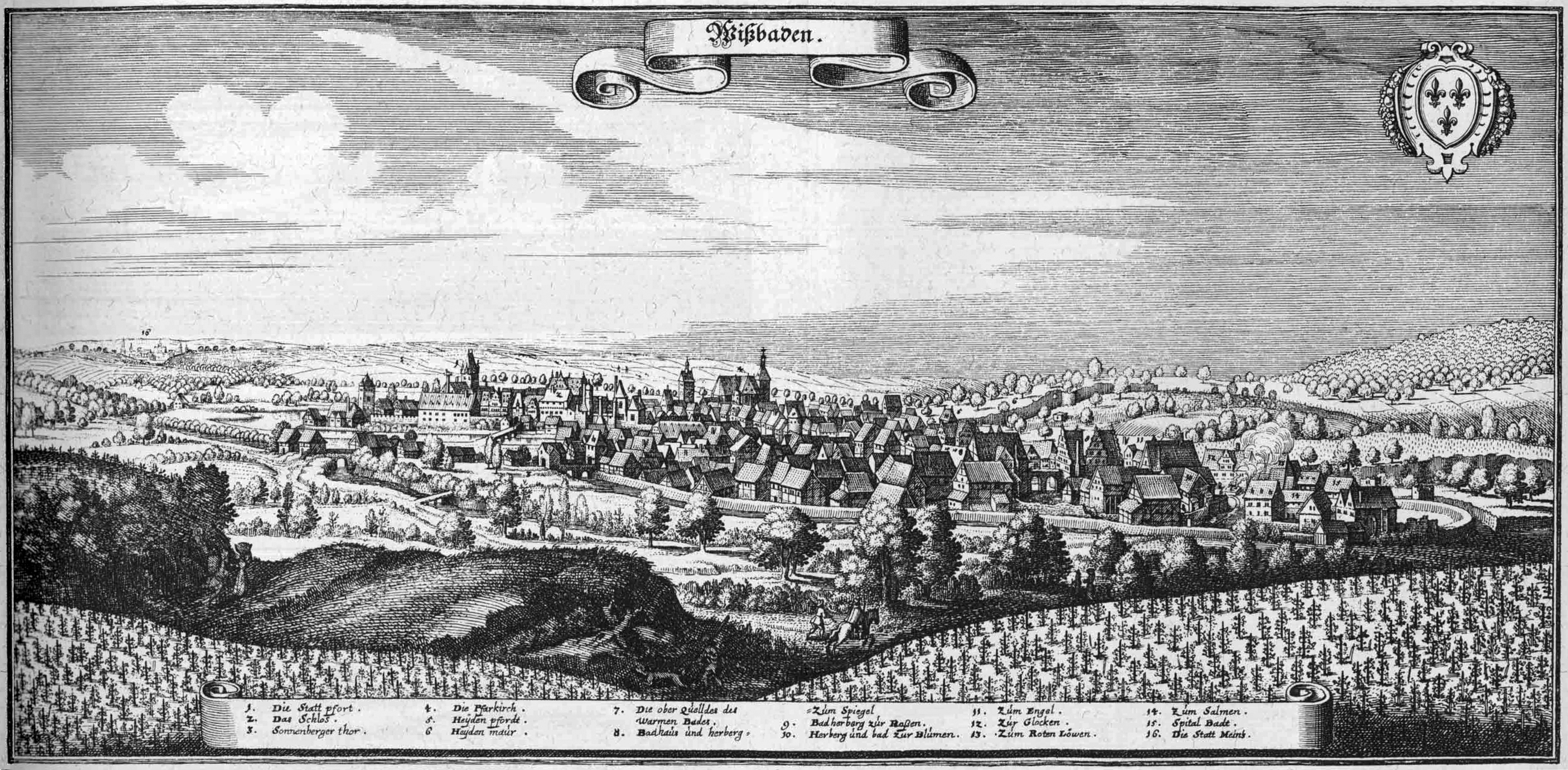
Die Heidenmauer (Nummer 6, rechts oberhalb der Stadt) auf einem Stich, veröffentlicht 1655 von Matthäus Merian

Das weitgehend sichtbare Monument hat bereits früh die Aufmerksamkeit von Gelehrten auf sich gezogen. Der Name Heidenmauer ist mindestens seit dem frühen 16. Jahrhundert nachweisbar. Ihre Erforschung wurde anfangs besonders vom Verein für Nassauische Altertumskunde und Geschichtsforschung getragen. Mit dem römischen Wiesbaden und der Heidenmauer sind die Namen zweier bekannter Pioniere der Altertumsforschung verbunden: Karl August von Cohausen und Emil Ritterling. Cohausen verfasste die ersten sehr präzisen Berichte zu archäologischen Beobachtungen an der Heidenmauer und legte Vorschläge zu ihrer Deutung vor. Ritterling untersuchte 1902 das benachbarte Gelände mit dem Mithräum im Rahmen seiner Erforschung des Wiesbadener Kastells für die Reichs-Limeskommission. Die Informationen zur Funktion der Heidenmauer blieben aufgrund der weitgehenden Überbauung schon zu dieser Zeit dürftig.
Im 20. Jahrhundert beschäftigten sich Ferdinand Kutsch und Helmut Schoppa für den Nassauischen Altertumsverein bzw. das Museum Wiesbaden mit der Heidenmauer. Schoppa befasste sich unter der Berücksichtigung der bis dahin neu hinzugekommenen Untersuchungen (Wiederaufbau des Kavaliershauses 1952) in drei Publikationen intensiv mit der Anlage. Das wenig einheitliche Erscheinungsbild der verschiedenen bekannten Mauerabschnitte versuchte Schoppa mit verschiedenen Baukolonnen zu erklären und zog Vergleiche zu entsprechenden Befunden am Hadrianswall. Dies gilt heute als weitgehend überholt. Da es später nicht mehr zu größeren Freilegungen der Heidenmauer kam, gehen heutige Befundbeschreibungen meist auf die Angaben Schoppas zurück.
In jüngster Zeit wurde die bisherige Annahme, dass es sich um eine Wehrmauer handelte, in Frage gestellt. Der Architekt Martin Lauth sieht in dem Bauwerk eine Wasserleitung. Unter anderem bezieht er sich auf Reste von Pfeilern, die um 1839 beim Bau der Taunus-Eisenbahn im Salzbachtal südlich von Wiesbaden gefunden wurden. Die These Lauths wurde 2013 von der Wiesbadener Archäologin Margot Klee, unter anderem mit Verweis auf bauliche Details, die eine Funktion als Wasserleitung ausschließen, widerlegt. Lauth instrumentalisiere Befunde ausgesprochen einseitig, etwa indem er einen von der Mauer des jüngsten Steinkastells überdeckten Kalkbrennofen, eine Zisterne in den Principia des Kastells oder den in Mainz-Kastel gefundenen Weihestein eines praefectus Aquen(sium) der Heidenmauer zurechnete. Werner Eck kritisierte, dass Lauth massiv die methodischen Voraussetzungen und Arbeitsweisen verschiedener wissenschaftlicher Disziplinen missachtet habe und mit irrigen historischen Fakten argumentiere. Die Hypothese einer möglichen zivilen Funktion der Anlage war allerdings Anlass zu vermehrter wissenschaftlicher Beschäftigung mit der lange vergessenen Heidenmauer.

## Römertor

### Architektur

Animation: Zeitgenössisches Foto der Freilegung und des Durchbruchs der Heidenmauer 1901/1902 und Ansicht des Römertors im Jahr 2007 aus gleicher Blickrichtung

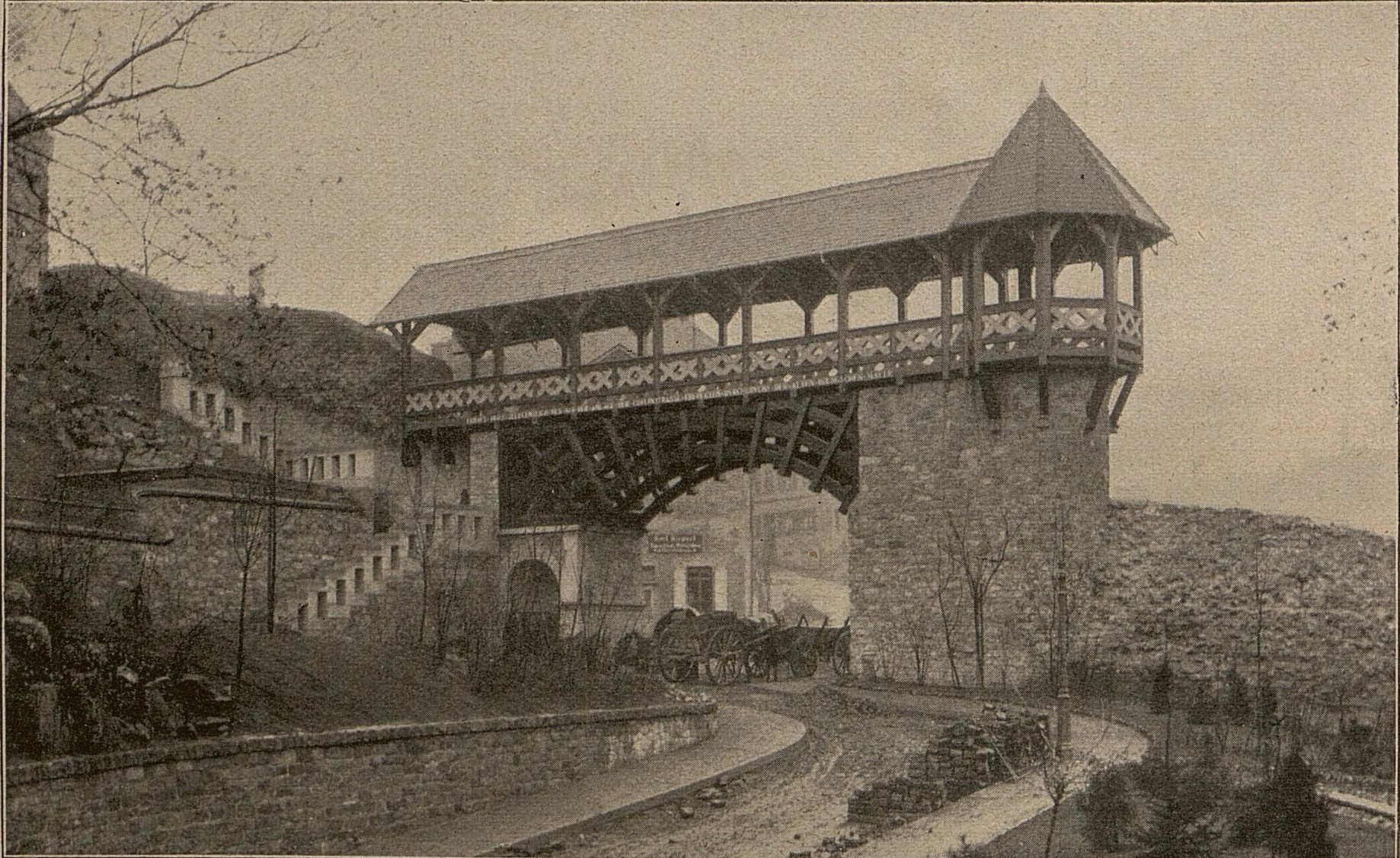
Zustand um 1903

1902 wurden die Reste der Heidenmauer für den Bau der Coulinstraße durchbrochen, nachdem die Stadt im Jahr 1900 das Adlergelände erworben hatte. Der damalige Wiesbadener Stadtbaumeister Felix August Helfgott Genzmer ließ 1903 das so genannte Römertor errichten. Der zu dieser Zeit schon als gravierend empfundene Verlust der historischen Bausubstanz sollte durch möglichst harmonisch eingefügte, historisierende Bauten ausgeglichen werden.
Genzmer entwarf einen Viadukt mit Haupt- und Nebentor, archaisierender Treppenanlage, Türmen und überdachtem Wehrgang, der in seiner Ausführung mit Bruchsteinmauerwerk und der Holzkonstruktion an römische Festungsarchitektur erinnerte. Die überdachte Holzkonstruktion über der Straße ist eine Anlehnung an die Trajansbrücke über die Donau aus dem Jahr 103 n. Chr. Anregungen kamen von dem seit 1898 rekonstruierten Kastell Saalburg, wo sich wie am Römertor damalige Vorstellungen römischer Architektur mit Motiven mittelalterlicher Befestigungen vermischten.
1979 wurde die bis dahin für die Öffentlichkeit nicht erreichbare Überquerung der Coulinstraße durch einen angefügten Treppenaufgang auf der Talseite und einen neuen Steg auf der Bergseite als Fußgängerquerung erschlossen. Im Rahmen einer 2012 beschlossenen Sanierung des Holzaufbaus wurden diese Umbauten wieder entfernt. Das Tor ist nur noch im Rahmen von Führungen als Aussichtsplattform zugänglich.

### Umgebung
Das unterhalb gelegene Kirchhofgäßchen wurde beim Bau aufgegeben, da es als Verbindung zur Adlerstraße zu steil erschien. An seine Stelle trat die Straße Am Römertor, deren Fahrweg in einer engen Kurve zur Coulinstraße hinaufführt. Der dazwischenliegende ehemalige Friedhof an der Heidenmauer wurde parkartig gestaltet.
Unterhalb des Römertores wurden Kopien von in Wiesbaden gefundenen Steindenkmälern aus der Römerzeit aufgestellt und so ein Freilichtmuseum geschaffen. Darunter befinden sich Soldatengrabsteine, eine Inschrift, die auf eine Wiederherstellung eines Dolichenus-Heiligtums hinweist, sowie die Bauinschrift für ein Versammlungshaus ortsansässiger Händler. Die Originale befinden sich in der Sammlung Nassauischer Altertümer und sind derzeit nicht für die Öffentlichkeit zugänglich. Bei den zum Bau des Römertores notwendigen Aushubarbeiten wurde ein in den Hang des Heidenberges eingetieftes Mithräum entdeckt, das bereits durch die Anlage der Heidenmauer zerstört wurde. Das dazugehörige Kultbild wurde nicht gefunden, vor Ort befindet sich ein Abguss eines derartigen Reliefs aus Nida-Heddernheim, dessen Original im Museum Wiesbaden aufbewahrt wird.

Kopien von Steindenkmälern aus der Sammlung Nassauischer Altertümer
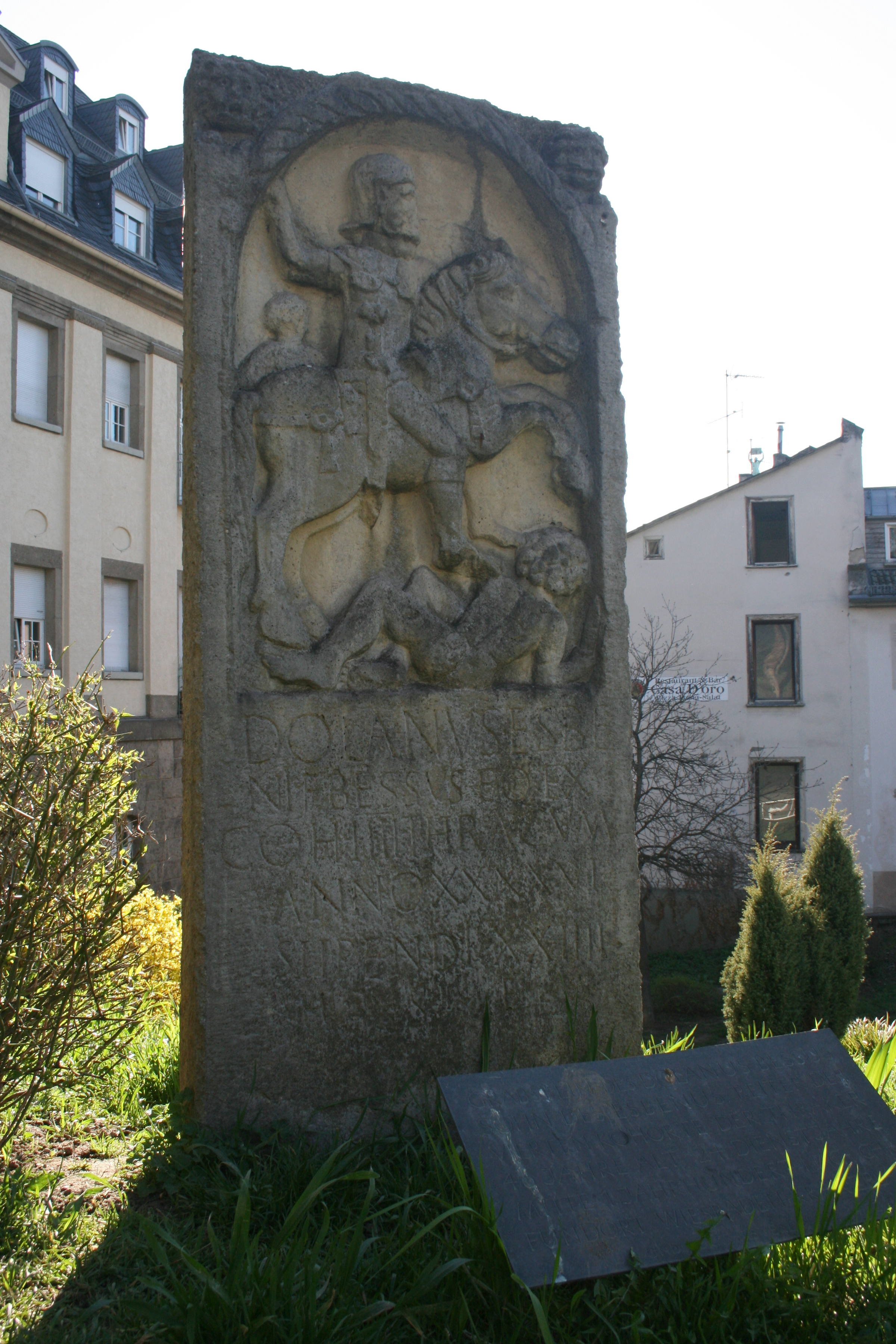
Grabstein des Reiters Dolanus Bessus
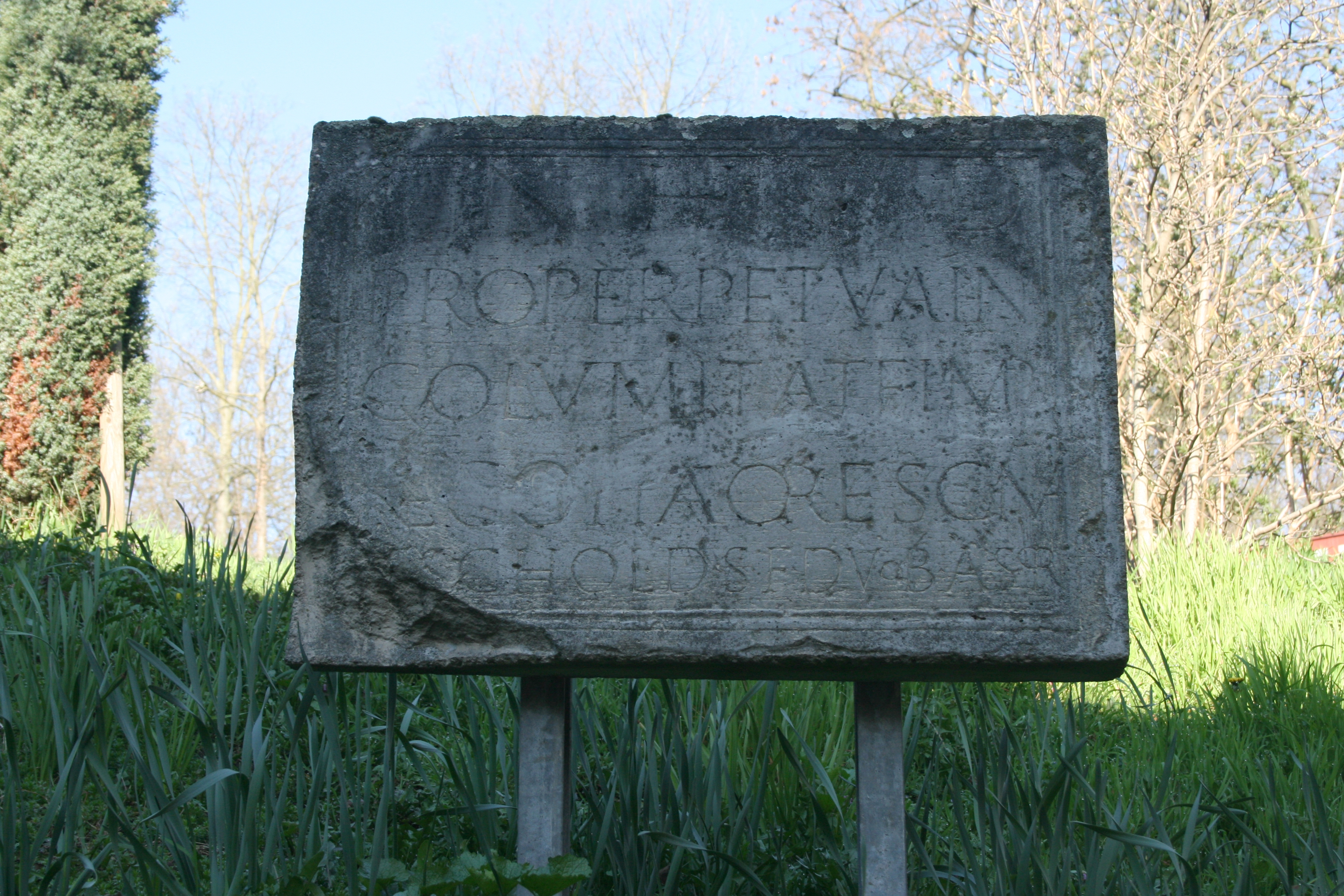
Bauinschrift für ein Versammlungshaus ortsansässiger Händler
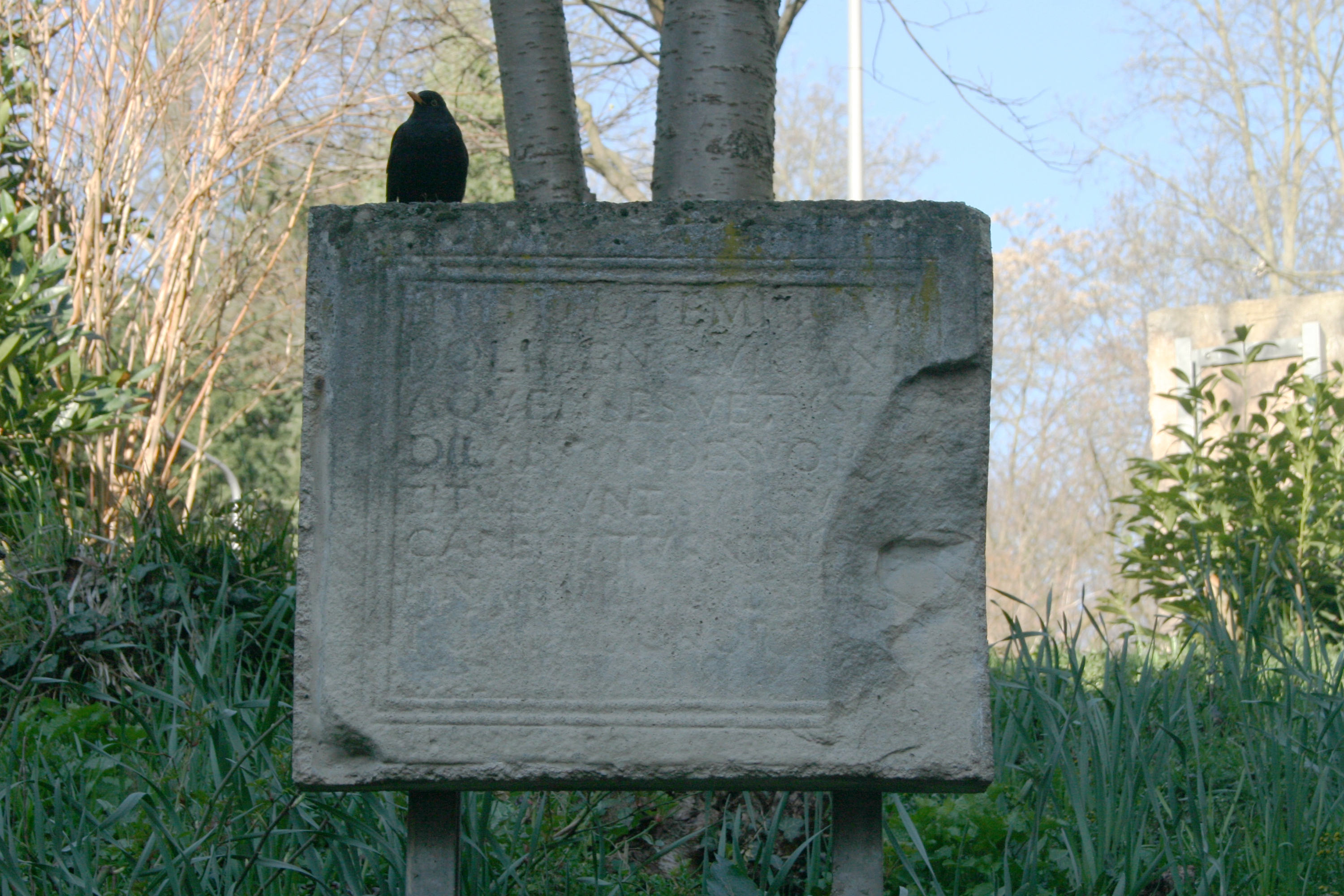
Inschrift zur Wiederherstellung eines Dolichenus-Heiligtums